# إليزابيث برادلي
إليزابيث برادلي (بالإنجليزية: Liz Bradley) هي مجدفة أمريكية، ولدت في 9 أبريل 1961 في نيويورك في الولايات المتحدة.

## وصلات خارجية
- إليزابيث برادلي على موقع الاتحاد الدولي للتجديف (الإنجليزية)
- إليزابيث برادلي على موقع أوليمبيديا (الإنجليزية)